# سید فون در فایفر
سید فون در فایفر (انگلیسی: Syd van der Vyver؛ زادهٔ ۱ ژوئن ۱۹۲۰، درگذشتهٔ ۲۰ اوت ۱۹۸۹ در پنینگتون، ناتال) رانندهٔ مسابقات اتومبیل‌رانی فرمول یک اهل آفریقای جنوبی بود که در فصل ۱۹۶۲ در مجموع در یک گراند پری شرکت کرد، اما موفق به کسب هیچ امتیازی نشد.
فون در فایفر در ۲۰ اوت ۱۹۸۹ در پنینگتون، ناتال درگذشت.